# Richard Cumberland (filosof)

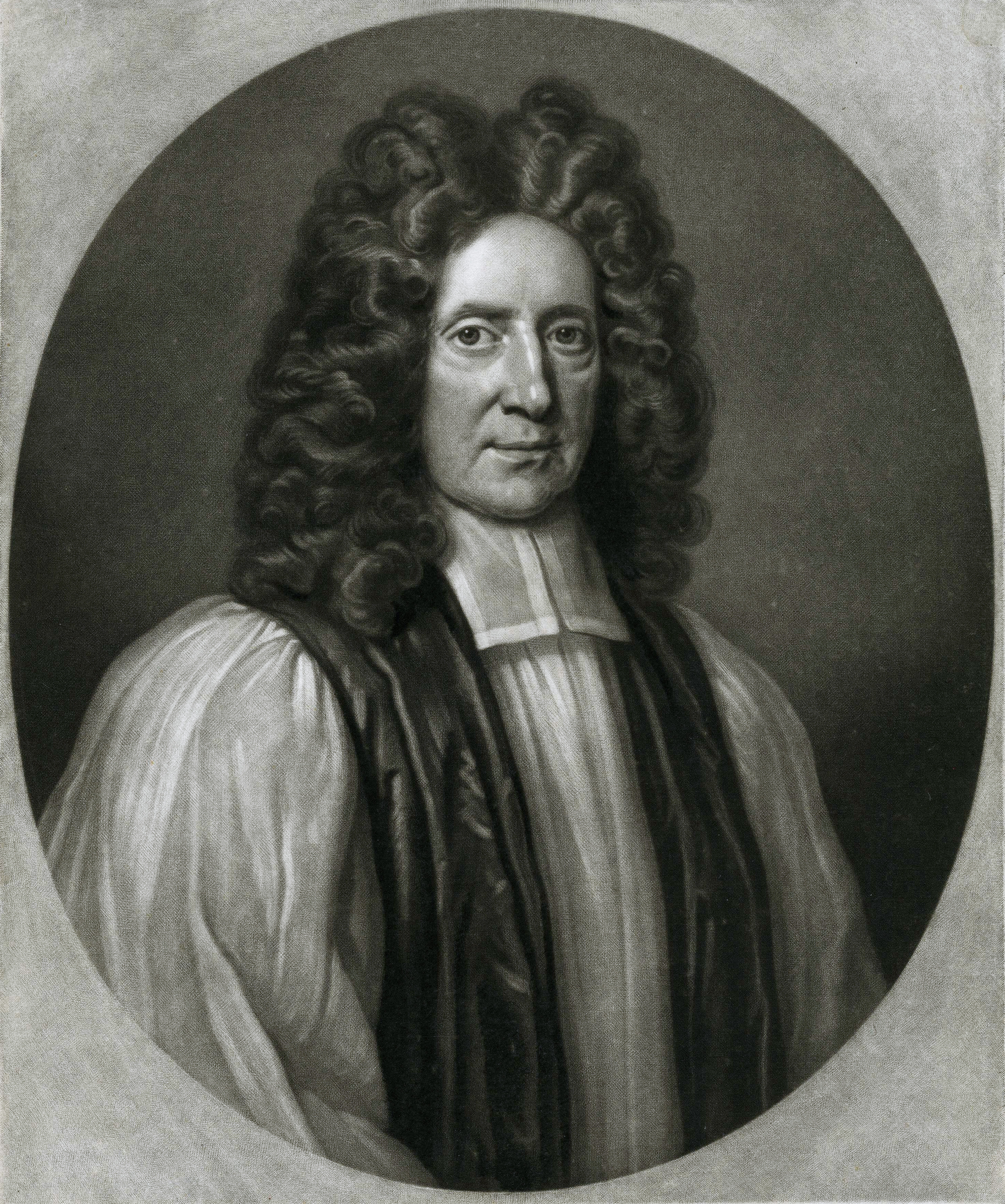
Richard Cumberland

Richard Cumberland, född 15 juli 1631, död 1718, var en engelsk moralfilosof och biskop i Engelska kyrkan.
Cumberland var biskop av Peterborough stift. I sitt huvudarbete De legibus naturæ (1672) uppfattade Cumberland det allmänna bästa (commune bonum) som moralens högsta princip och de sympatiska känslorna som det sedliga handlandets drivkraft. Den enskildes lycka är beroende av allas lycka enligt naturens ordning, vilken ytterst vilar på Guds vilja.